# Криницкий, Василий Яковлевич
Василий Яковлевич Криницкий (1875—1963) — русский офицер, герой Первой мировой войны, участник Белого движения.

## Биография
Из потомственных дворян Харьковской губернии.
Окончил Петровский Полтавский кадетский корпус (1893) и Александровское военное училище (1895), откуда выпущен был подпоручиком в 1-ю легкую батарею 2-й стрелковой бригады, в том же году переформированной во 2-й стрелковый артиллерийский дивизион. Произведен в поручики 27 июля 1899 года, в штабс-капитаны — 25 августа 1902 года.
16 марта 1904 года переведен в 20-ю артиллерийскую бригаду, а 1 апреля 1907 года — в 20-й артиллерийский парк. 29 мая 1908 года произведен в капитаны. 22 июля 1909 года переведен обратно в 20-ю артиллерийскую бригаду, а 17 августа 1910 года — в 52-ю артиллерийскую бригаду.
16 января 1914 года переведен в 42-ю артиллерийскую бригаду, с которой и вступил в Первую мировую войну. 7 августа 1914 года назначен командующим 6-й батареей той же бригады, а 10 марта 1915 года произведен в подполковники «за отличия в делах против неприятеля», с утверждением в должности. Удостоен ордена Св. Георгия 4-й степени
За то, что, будучи командующим 6 батареей 42 артиллерийской бригады, в чине капитана, 27 ноября 1914 года, выдвинул ее на открытую позицию и, несмотря на сильный ружейный и пулеметный огонь, помогая атаке нашей пехоты, совершенно разрушил окопы противника у д. Соболев и на выс. 419, а когда противник открыл огонь из пулеметов во фланг наступавшей пехоте, подполковник Криницкий немедленно выдвинул взвод на 300 саж. и в несколько минут сбил все пулеметы, обратив противника в бегство, чем дал возможность полку продолжать победоносное наступление и овладеть выс. 419 и дер. Соболев.
Пожалован Георгиевским оружием
За то, что в бою 29 июля 1915 года на участке 5-й пехотной дивизии в течение всего дня находился на передовом наблюдательном пункте под действительным ружейным огнем противника, умелым и искусным управлением огнем своей батареи отбил все яростные атаки германцев, нанеся им огромные потери.
20 апреля 1917 года переведен в Военную школу летчиков-наблюдателей в Киеве.
В Гражданскую войну участвовал в Белом движении в составе Вооруженных сил Юга России. Состоял в 7-й артиллерийской бригаде, произведен в полковники 14 мая 1920 года. Зимой 1919—1920 года эвакуировался из Одессы в Салоники на корабле «Рио-Пардо».
В эмиграции в Югославии. Состоял председателем Общества офицеров-артиллеристов и секретарем Общества русских офицеров в Белграде. После Второй мировой войны переехал в США. Умер в 1963 году в Бруклине. Был женат, имел сына.

## Награды
- Орден Святого Станислава 3-й ст. (ВП 17.03.1913)
- Орден Святого Владимира 4-й ст. с мечами и бантом (ВП 29.01.1915)
- Орден Святой Анны 3-й ст. с мечам и бантом (ВП 1.06.1915)
- Орден Святой Анны 2-й ст. с мечами (ВП 15.06.1915)
- мечи и бант к ордену Св. Станислава 3-й ст. (ВП 6.03.1916)
- Высочайшее благоволение «за отличия в делах против неприятеля» (ВП 6.05.1916)
- Орден Святого Станислава 2-й ст. с мечами (ВП 1.10.1916)
- Орден Святой Анны 4-й ст. с надписью «за храбрость» (ВП 21.12.1916)
- Георгиевское оружие (ВП 24.01.1917)
- Орден Святого Георгия 4-й ст. (ПАФ 30.06.1917)